# David di Donatello 1990
La 35a edició dels premis David di Donatello, concedits per l'Acadèmia del Cinema Italià va tenir lloc el 2 de juny de 1990 al Teatro delle Vittorie de Roma. El premi consistia en una estatueta dissenyada per Bulgari.

## Guanyadors

### Millor pel·lícula
- Porte aperte, dirigida per Gianni Amelio
- Palombella rossa, dirigida per Nanni Moretti
- La voce della Luna, dirigida per Federico Fellini
- Il male oscuro, dirigida per Mario Monicelli
- Storia di ragazzi e di ragazze, dirigida per Pupi Avati

### Millor director
- Mario Monicelli - Il male oscuro
- Gianni Amelio - Porte aperte
- Pupi Avati - Storia di ragazzi e di ragazze
- Federico Fellini - La voce della Luna
- Nanni Loy - Scugnizzi
- Nanni Moretti - Palombella rossa

### Millor director novell
- Ricky Tognazzi - Piccoli equivoci
- Giacomo Campiotti - Corsa di primavera
- Gianfranco Cabiddu - Disamistade
- Livia Giampalmo - Evelina e i suoi figli
- Monica Vitti - Scandalo segreto

### Millor argument
- Pupi Avati - Storia di ragazzi e di ragazze
- Nanni Moretti - Palombella rossa
- Suso Cecchi D'Amico i Tonino Guerra - Il male oscuro
- Gianni Amelio, Vincenzo Cerami i Alessandro Sermoneta - Porte aperte
- Nanni Loy i Elvio Porta - Scugnizzi

### Millor productor
- Mario Cecchi Gori, Vittorio Cecchi Gori i Gianni Minervini - Turné
- Mario Orfini - Mio caro dottor Gräsler
- Angelo Barbagallo e Nanni Moretti - Palombella rossa
- Angelo Rizzoli Jr. - Porte aperte
- Giovanni Di Clemente - Scugnizzi
- Mario Cecchi Gori, Vittorio Cecchi Gori - La voce della luna

### Millor actriu
- Elena Sofia Ricci - Ne parliamo lunedì
- Virna Lisi - Buon Natale... buon anno
- Stefania Sandrelli - Evelina e i suoi figli
- Lina Sastri - Piccoli equivoci
- Anna Bonaiuto - Donna d'ombra

### Millor actor
- Paolo Villaggio - La voce della luna (ex aequo)
- Gian Maria Volonté - Porte aperte (ex aequo)
- Massimo Troisi - Che ora è
- Sergio Castellitto - Piccoli equivoci
- Giancarlo Giannini - Il male oscuro
- Nanni Moretti - Palombella rossa

### Millor actriu no protagonista
- Nancy Brilli - Piccoli equivoci
- Stefania Sandrelli - Il male oscuro
- Pamela Villoresi - Evelina e i suoi figli
- Mariella Valentini - Palombella rossa
- Amanda Sandrelli - Amori in corso

### Millor actor no protagonista
- Sergio Castellitto - Tre colonne in cronaca
- Ennio Fantastichini - Porte aperte
- Alessandro Haber - Willy Signori e vengo da lontano
- Vittorio Caprioli - Il male oscuro
- Roberto Citran - Piccoli equivoci

### Millor músic
- Sergio Castellitto - Tre colonne in cronaca
- Ennio Fantastichini - Porte aperte
- Alessandro Haber - Willy Signori e vengo da lontano
- Vittorio Caprioli - Il male oscuro
- Roberto Citran - Piccoli equivoci

### Millor cançó original
- 'A Città 'E Pulecenella di Claudio Mattone- Scugnizzi
- Fiorenzo Carpi - Il prete bello
- Mario Nascimbene - Blue dolphin - l'avventura continua
- Ennio Morricone - Mio caro dottor Gräsler
- Enzo Jannacci e Paolo Jannacci - Piccoli equivoci

### Millor fotografia
- Giuseppe Rotunno - Mio caro dottor Gräsler
- Tonino Delli Colli - La voce della luna
- Pasqualino De Santis - Dimenticare Palermo
- Tonino Nardi - Porte aperte
- Luciano Tovoli - Che ora è

### Millor escenografia
- Dante Ferretti - La voce della luna
- Giantito Burchiellaro - Mio caro dottor Gräsler
- Amedeo Fago e Franco Velchi - Porte aperte
- Mario Garbuglia - L'avaro
- Franco Velchi - Il male oscuro

### Millor vestuari
- Gianna Gissi - Porte aperte
- Milena Canonero, Alberto Verso - Mio caro dottor Gräsler
- Maurizio Millenotti - La voce della luna
- Danda Ortona - Scugnizzi
- Graziella Virgili - Storia di ragazzi e di ragazze

### Millor muntatge
- Nino Baragli - La voce della luna
- Nino Baragli - Turné
- Ruggero Mastroianni - Dimenticare Palermo
- Simona Paggi - Porte aperte
- Amedeo Salfa - Storia di ragazzi e di ragazze

### Millor enginyer de so directe
- Remo Ugolinelli - Porte aperte
- Franco Borni - Palombella rossa
- Tiziano Crotti - Turné
- Raffaele De Luca - Storia di ragazzi e di ragazze
- Remo Ugolinelli - Piccoli equivoci

### Millor actriu estrangera
- Jessica Tandy - Tot passejant Miss Daisy (Driving Miss Daisy)
- Kathleen Turner - La guerra dels Rose (The War of the Roses)
- Meg Ryan - Quan en Harry va trobar la Sally (When Harry Met Sally...)
- Miou-Miou	- Milou en mai
- Mia Farrow	- Delictes i faltes (Crimes and Misdemeanors)

### Millor actor estranger
- Philippe Noiret - La vida i res més (La vie et rien d'autre)
- Woody Allen - Delictes i faltes (Crimes and Misdemeanors)
- Robin Williams - El club dels poetes morts (Dead Poets Society)
- Tom Cruise - Born on the Fourth of July
- Michael Douglas - La guerra dels Rose (The War of the Roses)

### Millor director estranger
- Louis Malle - Milou en mai (Milou e mai)
- Peter Weir - El club dels poetes morts (Dead Poets Society)
- Woody Allen - Delictes i faltes (Crimes and Misdemeanors)
- Oliver Stone - Born on the Fourth of July
- Rob Reiner - Quan en Harry va trobar la Sally (When Harry Met Sally...)

### Millor productor estranger
- Noel Pearson - My Left Foot

### Millor guió estranger
- Woody Allen - Delictes i faltes (Crimes and Misdemeanors)

### Millor pel·lícula estrangera
- El club dels poetes morts (Dead Poets Society), dirigida per Peter Weir
- Delictes i faltes (Crimes and Misdemeanors), dirigida per Woody Allen
- Milou en mai, dirigida per Louis Malle
- Reunion, dirigida per Jerry Schatzberg
- La vida i res més (La vie et rien d'autre), dirigida per Bertrand Tavernier

### Premi Alitalia
- Nino Manfredi

### David Luchino Visconti
- Éric Rohmer

### David especial
- Alberto Sordi